# Quack Pack - La banda dei paperi
Quack Pack - La banda dei paperi (Quack Pack) è una sitcom animata statunitense prodotta da Walt Disney Television Animation. È stata trasmessa negli Stati Uniti a partire dal 1996. La serie è composta da 39 episodi.

## Trama
La serie si basa sulle avventure di Paperino e dei suoi pestiferi nipotini, Qui, Quo, Qua, che in questa serie sono dipinti come adolescenti con la passione per i fumetti, le ragazze e gli scherzi. Altri personaggi Disney inclusi nella serie sono Paperina e Pico De Paperis. In Quack Pack, Paperino è un cameraman con la sua fidanzata Paperina, una rampante giornalista televisiva d'assalto.

## Produzione e trasmissione
La serie è esordita in Italia su Rai 1 all'interno del programma Disney Club nel 1997; successivamente fu trasmessa su Rai 2 un anno dopo nel contenitore Domenica Disney, e dal 24 dicembre 2004 su Toon Disney. Il titolo provvisorio della serie era Duck Daze, cambiato all'ultimo minuto in Quack Pack; tracce del titolo precedente si trovano nella sigla originale (suonata da Eddie Money).

## Personaggi
- Paperino: è il protagonista della serie, lavora come cameraman per la fidanzata Paperina ed è alle prese con il sopportare i nipotini Qui, Quo e Qua. Malgrado sia severo con i ragazzi e molte volte è in contrasto con loro, gli vuole molto bene. In questa serie non veste da marinaio come suo solito, ma porta una camicia hawaiana blu con i fiori rossi.
- Qui, Quo e Qua: sono i pestiferi nipotini di Paperino, combinano un sacco di guai che coinvolgono il loro zio e molte volte cercano di sfruttare sia lui che le invenzioni di Pico De Paperis per i loro scopi. In questa serie sono adolescenti e hanno un'affascinante look diverso ma mantengono sempre gli stessi colori, rosso, blu e verde. Qui indossa una camicia e una maglietta rossa, Quo una camicia lillà con ricami blu e una maglietta celeste mentre Qua una canottiera e un berretto verde.
- Paperina: è la fidanzata di Paperino. Giornalista d'assalto e conduttrice del programma televisivo Accade nel Mondo, ha un'iguana di nome Nokkio. In questa serie ha un look diverso dal solito, molto più avvenente e seducente, e non è raro trovare personaggi, anche umani, che flirtano con lei e ha gli occhi azzurri.
- Pico De Paperis: è un geniale inventore di origine viennese.
- Kent Powers: è un collega di Paperina, di bell'aspetto ma egocentrico e vanitoso. Odia Paperino e vorrebbe licenziarlo per ogni errore, ma Paperina riesce sempre a fargli cambiare idea.
- Nokkio: è l'iguana golosa di Paperina.

## Doppiaggio
| Personaggio     | Voce originale  | Voce italiana       |
| --------------- | --------------- | ------------------- |
| Paperino        | Tony Anselmo    | Luca Eliani         |
| Qui             | Jeannie Elias   | Antonella Baldini   |
| Quo             | Pamela Segall   | Stefano De Filippis |
| Qua             | Elizabeth Daily | Monica Bertolotti   |
| Paperina        | Kath Soucie     | Laura Lenghi        |
| Pico De Paperis | Corey Burton    | Gerolamo Alchieri   |
| Kent Powers     | Roger Rose      | Roberto Pedicini    |

## Episodi
1. I paperi migliori del mondo (The Really Mighty Ducks)
2. L'isola del tempo perduto (Island of the Not-So-Nice)
3. Incontri ravvicinati (I.O.U. a U.F.O.)
4. Re Paperino (Leader of the Quack)
5. L'eroe dei cieli (All Hands on Duck!)
6. Caccia al ladro (Pride Goeth Before the Fall Guy)
7. Bisogno di velocità (Need 4 Speed)
8. Il Germinatore (The Germinator)
9. Qualche piccolo contrattempo (The Late Donald Duck)
10. Un'ottima ricetta (Tasty Paste)
11. Il re della risata (Phoniest Home Videos)
12. Il ritorno della T-Squad (Return of the T-Squad)
13. Koi Story (Koi Story)
14. Sono pronto, giochiamo (Ready, Aim... Duck!)
15. Il signor Molecola (Pardon My Molecules)
16. Gli insoliti sospetti (The Unusual Suspects)
17. Dichiarazione d'Indipendenza (Ducklaration of Independence)
18. Non mangiate il tuorlo (Can't Take a Yolk)
19. La fiera delle vanità (Heavy Dental)
20. Terremoti su commissione (Duck Quake)
21. Un cittadino modello (The Long Arm of the Claw)
22. Eroi ristretti (Shrunken Heroes)
23. Sul cucuzzolo della montagna / Gelosia sulla neve (Snow Place to Hide)
24. Vado, me la sbrigo e torno (Huey Duck, P.I.)
25. Scambi culturali (Take My Duck, Please!)
26. Paperi nella natura selvaggia (Ducks by Nature)
27. Ricetta per l'avventura (Recipe for Adventure)
28. Chi ha paura dei fantasmi (The Boy Who Cried Ghost)
29. Una storia vera (Gator Aid)
30. A nessuno piace caldo (None Like It Hot)
31. Caro Zietto (Ducky Dearest)
32. Collegamento furtivo (Transmission: Impossible)
33. I vicini impiccioni (Nosy Neighbors)
34. Il grande avventuriero (Hit the Road, Backwater Jack)
35. Il domatore di felini (Cat and Louse)
36. Un eroe insospettabile (Hero Today, Don Tomorrow)
37. Capitan Paperino (Captain Donald)
38. Un mestiere pericoloso (Stunt Double or Nothing)
39. I guerrieri incantati (Feats of Clay)

## Distribuzione

### Edizioni home video

#### DVD
- Il ventitreesimo episodio Sul cucuzzolo della montagna è stato incluso nel DVD Il Natale più bello, uscito il 1º dicembre 2005 (con il titolo alternativo "Gelosia sulla neve").